# گئورگیئفسک
شهر گئورگیئفسک (به روسی: Георгиевск) در کشور روسیه و در کرای استاوروپول واقع شده‌است.